# Andrea Vötter
Andrea Vötter (ur. 3 kwietnia 1995 w Bressanone) – włoska saneczkarka pochodząca z Tyrolu Południowego, medalistka mistrzostw świata juniorów i mistrzostw świata juniorów na torach naturalnych oraz wielokrotna medalistka mistrzostw świata i mistrzostw Europy.

## Kariera
W 2010 roku rozpoczęła starty w Pucharze Świata juniorów, a także wzięła udział w mistrzostwach świata juniorów na torach naturalnych w Deutschnofen, na których zdobyła brązowy medal w konkurencji jedynek. W 2012 roku wzięła udział w igrzyskach olimpijskich młodzieży w Innsbrucku, na których zajęła 5. miejsce w konkurencji sztafetowej i 6. w konkurencji jedynek. Rok później wystartowała w mistrzostwach świata juniorów w Park City, na których zajęła 8. miejsce w jedynkach, a także w mistrzostwach Europy juniorów w Oberhofie, z których wróciła z jedynkowym 7. miejscem. W tym samym roku, 23 listopada zadebiutowała i zdobyła pierwsze punkty w Pucharze Świata, zajmując na rozgrywanych w Igls zawodach sezonu 2013/2014 jedynkowe 21. miejsce.
W 2014 roku pojawiła się na mistrzostwach Europy w Siguldzie, na których zajęła 14. miejsce w konkurencji jedynek, na mistrzostwach świata juniorów w Igls, które przyniosły jej złoty medal w konkurencji jedynek, a także na igrzyskach olimpijskich w Soczi, na których była dziewiętnasta w jedynkach. Rok później wystartowała w mistrzostwach świata juniorów w Lillehammer, na których zajęła 5. miejsce w konkurencji jedynek oraz w mistrzostwach świata w Siguldzie, z których wróciła z 4. miejscem w sztafecie i 18. w jedynkach. W 2016 roku, na mistrzostwach świata w Königssee zajęła 17. miejsce w konkurencji jedynek. W następnym roku wzięła udział w mistrzostwach Europy w Königssee, na których zajęła 4. miejsce w konkurencji sztafetowej i 9. w konkurencji jedynek, w mistrzostwach świata w Igls, na których była czwarta w sztafecie oraz czternasta zarówno w jedynkach, jak i w sprincie, a także na mistrzostwach świata do lat 23 w Igls, na których zajęła 4. miejsce w konkurencji jedynek.
7 stycznia 2018 roku zaliczyła pierwsze podium i jednocześnie odniosła pierwsze zwycięstwo w Pucharze Świata, pokonując w będącej częścią rozgrywanych w Königssee zawodów sezonu 2017/2018 konkurencji sztafetowej, w której startowała z Dominikiem Fischnallerem, Ivanem Naglerem i Fabianem Malleierem ekipy ze Stanów Zjednoczonych oraz Austrii. W tym samym roku pojawiła się także na mistrzostwach Europy w Siguldzie, na których zajęła 4. miejsce w konkurencji sztafetowej i 8. w konkurencji jedynek oraz na igrzyskach olimpijskich w Pjongczangu, z których wróciła z 5. miejscem w sztafecie i 10. w jedynkach. W 2019 roku wzięła udział w mistrzostwach świata w Winterbergu, na których zajęła 4. miejsce w sztafecie, 7. w jedynkach i 12. w sprincie, a także w mistrzostwach Europy w Oberhofie, na których była czwarta w konkurencji jedynek, ponadto zdobyła złoty medal w konkurencji sztafetowej, w której jej sztafeta, współtworzona przez Dominika Fischnallera, Ivana Naglera i Fabiana Malleiera pokonała ekipy z Niemiec i Łotwy.
Od 2022 roku startuje w konkurencji dwójek wraz z Marion Oberhofer.

## Osiągnięcia

### Igrzyska olimpijskie
| Rok  | Miejsce    | Jedynki | Sztafeta |
| ---- | ---------- | ------- | -------- |
| 2014 | Soczi      | 19.     | –        |
| 2018 | Pjongczang | 10.     | 5.       |
| 2022 | Pekin      | 10.     | 5.       |

### Mistrzostwa świata
| Rok  | Miejsce    | Jedynki        | Jedynki-sprint | Dwójki         | Dwójki-sprint  | Dwójki mieszane | Sztafeta       |
| ---- | ---------- | -------------- | -------------- | -------------- | -------------- | --------------- | -------------- |
| 2015 | Sigulda    | 18.            | nie rozgrywano | nie rozgrywano | nie rozgrywano | nie rozgrywano  | 4.             |
| 2016 | Königssee  | 17.            | –              | nie rozgrywano | nie rozgrywano | nie rozgrywano  | –              |
| 2017 | Igls       | 14.            | 14.            | nie rozgrywano | nie rozgrywano | nie rozgrywano  | 4.             |
| 2019 | Winterberg | 7.             | 12.            | nie rozgrywano | nie rozgrywano | nie rozgrywano  | 4.             |
| 2020 | Soczi      | 10.            | 21.            | nie rozgrywano | nie rozgrywano | nie rozgrywano  | 4.             |
| 2021 | Königssee  | 24.            | 15.            | nie rozgrywano | nie rozgrywano | nie rozgrywano  | 5.             |
| 2022 | Winterberg | nie rozgrywano | nie rozgrywano | -              | nie rozgrywano | nie rozgrywano  | nie rozgrywano |
| 2023 | Oberhof    | 7.             | -              | 3.             | 3.             | nie rozgrywano  | 4.             |
| 2024 | Altenberg  | -              | -              | 4.             | 1.             | nie rozgrywano  | 4.             |
| 2025 | Whistler   | -              | nie rozgrywano | 4.             | nie rozgrywano | 5.              | dsq            |

### Mistrzostwa Europy
| Rok  | Miejsce      | Jedynki | Dwójki         | Sztafeta |
| ---- | ------------ | ------- | -------------- | -------- |
| 2014 | Sigulda      | 14.     | nie rozgrywano | –        |
| 2017 | Königssee    | 9.      | nie rozgrywano | 4.       |
| 2018 | Sigulda      | 8.      | nie rozgrywano | 4.       |
| 2019 | Oberhof      | 4.      | nie rozgrywano | 1.       |
| 2020 | Lillehammer  | 4.      | nie rozgrywano | 2.       |
| 2021 | Sigulda      | 11.     | nie rozgrywano | 4.       |
| 2022 | Sankt Moritz | 8.      | nie rozgrywano | 4.       |
| 2023 | Sigulda      | 9.      | 1.             | -        |
| 2024 | Igls         | -       | 2.             | 3.       |
| 2025 | Winterberg   | -       | 3.             | 3.       |

### Mistrzostwa świata juniorów
| Rok  | Miejsce     | Jedynki | Sztafeta |
| ---- | ----------- | ------- | -------- |
| 2013 | Park City   | 8.      | –        |
| 2014 | Igls        | 1.      | –        |
| 2015 | Lillehammer | 5.      | –        |

### Puchar Świata

#### Miejsca w klasyfikacji generalnej
| Sezon     | Jedynki | Dwójki      |
| --------- | ------- | ----------- |
| 2012/2013 | 48.     | nie dotyczy |
| 2013/2014 | 28.     | nie dotyczy |
| 2014/2015 | 19.     | nie dotyczy |
| 2015/2016 | 20.     | nie dotyczy |
| 2016/2017 | 16.     | nie dotyczy |
| 2017/2018 | 16.     | nie dotyczy |
| 2018/2019 | 7.      | nie dotyczy |
| 2019/2020 | 7.      | nie dotyczy |
| 2020/2021 | 8.      | nie dotyczy |
| 2021/2022 | 7.      | nie dotyczy |
| 2022/2023 | 9.      | 1.          |
| 2023/2024 | -       | 1.          |
| 2024/2025 | -       | 5.          |

#### Miejsca na podium w zawodach Pucharu Świata - indywidualnie
Stan na koniec sezonu 2023/2024
| Lp. | Data       | Miejsce      | Konkurencja   | Lokata | Partnerka        |
| --- | ---------- | ------------ | ------------- | ------ | ---------------- |
| 1.  | 12.01.2020 | Altenberg    | jedynki       | 3      | -                |
| 2.  | 03.12.2022 | Igls         | dwójki        | 3      | Marion Oberhofer |
| 3.  | 04.12.2022 | Igls         | dwójki-sprint | 2      | Marion Oberhofer |
| 4.  | 10.12.2022 | Whistler     | dwójki        | 1      | Marion Oberhofer |
| 5.  | 16.12.2022 | Park City    | dwójki        | 1      | Marion Oberhofer |
| 6.  | 17.12.2022 | Park City    | dwójki-sprint | 2      | Marion Oberhofer |
| 7.  | 14.01.2023 | Sigulda      | dwójki        | 1      | Marion Oberhofer |
| 8.  | 04.02.2023 | Altenberg    | dwójki        | 1      | Marion Oberhofer |
| 9.  | 11.02.2023 | Winterberg   | dwójki        | 3      | Marion Oberhofer |
| 10. | 12.02.2023 | Winterberg   | dwójki-sprint | 2      | Marion Oberhofer |
| 11. | 18.02.2023 | Sankt Moritz | dwójki        | 2      | Marion Oberhofer |
| 12. | 25.02.2023 | Winterberg   | dwójki        | 3      | Marion Oberhofer |
| 13. | 08.12.2023 | Lake Placid  | dwójki        | 3      | Marion Oberhofer |
| 14. | 15.12.2023 | Whistler     | dwójki        | 3      | Marion Oberhofer |
| 15. | 06.01.2024 | Winterberg   | dwójki        | 2      | Marion Oberhofer |
| 16. | 13.01.2024 | Igls         | dwójki        | 2      | Marion Oberhofer |
| 17. | 03.02.2024 | Altenberg    | dwójki        | 1      | Marion Oberhofer |
| 18. | 10.02.2024 | Oberhof      | dwójki        | 2      | Marion Oberhofer |
| 19. | 17.02.2024 | Oberhof      | dwójki        | 2      | Marion Oberhofer |
| 20. | 18.02.2024 | Oberhof      | dwójki-sprint | 3      | Marion Oberhofer |
| 21. | 24.02.2024 | Sigulda      | dwójki        | 2      | Marion Oberhofer |
| 22. | 25.02.2024 | Sigulda      | dwójki-sprint | 1      | Marion Oberhofer |

#### Miejsca na podium w zawodach Pucharu Świata – drużynowo
Stan na koniec sezonu 2023/2024
| Lp. | Data       | Miejsce     | Konkurencja | Lokata |
| --- | ---------- | ----------- | ----------- | ------ |
| 1.  | 07.01.2018 | Königssee   | sztafeta    | 1      |
| 2.  | 10.02.2019 | Oberhof     | sztafeta    | 1      |
| 3.  | 24.11.2019 | Igls        | sztafeta    | 1      |
| 4.  | 12.01.2020 | Altenberg   | sztafeta    | 3      |
| 5.  | 19.01.2020 | Lillehammer | sztafeta    | 2      |
| 6.  | 06.12.2020 | Altenberg   | sztafeta    | 1      |
| 7.  | 12.12.2021 | Altenberg   | sztafeta    | 2      |
| 8.  | 14.01.2024 | Igls        | sztafeta    | 3      |